# 小簕竹
小簕竹（学名：Bambusa flexuosa）为禾本科簕竹属下的一个种，原产于中国广东。

## 扩展阅读
- 維基物種上的相關：小簕竹